# Monte Fumaiolo
El monte Fumaiolo es una montaña de la cordillera de los Apeninos septentrionales de Italia ubicada en la esquina más meridional de la región de Emilia-Romaña, h. 70 km desde la ciudad de Cesena. Está en la frontera entre Emilia-Romaña y Toscana. Con una altura de 1407 m, el monte Fumaiolo queda sobre los pueblos de Balze di Verghereto, Bagno di Romagna y Verghereto, en la Romaña, y gracias a sus extensos bosques de abetos y hayas, es una zona turística bien apreciada de interés natural. Es famoso sobre todo por ser el manantial donde surge el río Tíber, así como el río Marecchia y el Savio.